# Mỹ Long, Vĩnh Long
Mỹ Long là một xã thuộc tỉnh Vĩnh Long, Việt Nam.

## Địa lý
Xã Mỹ Long có vị trí địa lý:
- Phía đông giáp sông Cổ Chiên
- Phía tây giáp xã Cầu Ngang
- Phía nam giáp xã Hiệp Mỹ và Long Hữu.
- Phía bắc giáp xã Vinh Kim; giáp xã Long Hòa, ranh giới là sông Cổ Chiên.

Xã Mỹ Long có diện tích 73,61 km², dân số năm 2025 là 25.385 người, mật độ dân số đạt 344 người/km².

## Hành chính
Thị trấn Mỹ Long được chia thành 4 khóm: I, II, III, IV.

## Lịch sử
Ngày 7 tháng 10 năm 1995, Chính phủ ban hành Nghị định 62-CP về việc thành lập thị trấn Mỹ Long trên cơ sở điều chỉnh một phần diện tích và dân số của xã Mỹ Long.
Ngày 16 tháng 6 năm 2025, Ủy ban Thường vụ Quốc hội ban hành Nghị quyết số 1687/NQ-UBTVQH15 về việc sắp xếp các đơn vị hành chính cấp xã của tỉnh Vĩnh Long năm 2025. Theo đó, sắp xếp toàn bộ diện tích tự nhiên, quy mô dân số của thị trấn Mỹ Long và các xã Mỹ Long Bắc, Mỹ Long Nam thành xã mới có tên gọi là xã Mỹ Long.
Sau khi sáp nhập, xã Mỹ Long có 73,61 km² diện tích tự nhiên và dân số 25.385 người.

## Xã hội
Thị trấn Mỹ Long Có 4 trường học:
- Trường MG thị trấn Mỹ Long
- Trường TH thị trấn Mỹ Long I
- Trường TH thị trấn Mỹ Long II
- Trường THCS thị trấn Mỹ Long IV.